# Muthana Khalid
Muthana Khalid Salih Al-Maslookhi (arab. مثنى خالد المسلوخي, ur. 14 czerwca 1989) – iracki piłkarz występujący na pozycji pomocnika w drużynie Al-Quwa Al-Jawiya.

## Kariera piłkarska
Muthana Khalid jest wychowankiem klubu Al-Naft. Do pierwszej drużyny został włączony przed sezonem 2006/2007. Po sezonie przeszedł do drużyny Al-Quwa Al-Jawiya.
Muthana Khalid w 2009 zadebiutował w reprezentacji Iraku. W 2011 został powołany na Puchar Azji. Jego broniąca tytułu drużyna zajęła drugie miejsce w swojej grupie i awansowała do ćwierćfinału, gdzie przegrała po dogrywce z Australią 0:1.